# Lilandsagen
Lilandsagen er en kendt norsk uopklaret drabssag og samtidig et berygtet norsk justitsmord. Sagen startede juleaften 1969 kl. 10.45, hvor to personer (John Olav Larsen og Håkon Edvard Johansen) blev fundet myrdet i Glemmengata 73 i Fredrikstad. Begge havde store skader i hovedet, og der var meget blod på åstedet. Det blev antaget, at en økse havde været mordvåbnet. Adressen var kendt som et stærkt belastet rusmiljø og blev i folkemunde kaldt for «Lille Helvete». Tre medlemmer af rusmiljøet blev pågrebet på vej til åstedet. To af dem blev sluppet fri, mens den tredje, Per Kristian Liland, blev fængslet og senere dømt for at have udført drabene. Liland hævdede hele tiden, at han var uskyldig i drabene. 
Efter at Liland havde afsonet sin dom, blev sagen genoptaget og Liland frifundet i 1994, da det var blevet klart, at der var sket et justitsmord. Sagen er forblevet uopklaret og er i dag strafferetsligt forældet. Liland fik tilkendt over 10 millioner norske króner i erstatning, og sagen opfattes som et af de største justitsmord i Norge. Der blev senere foretaget en officiel granskning af hele sagen via en granskningskommission, og sagen medvirkede til, at de norske retsplejeregler blev ændret, så det blandt andet blev nemmere at genoptage straffesager.

## Sagsbehandling og dom
Per Kristian Liland, der var kendt for at tilhøre det belastede rusmiljø i Fredrikstad, blev pågrebet i nærheden af åstedet 24. december 1969, lige før kl. 12.00, og blev som sigtet i sagen varetægtsfængslet den 27. december. Han sad i varetægt frem til Eidsivating lægmandsrets dom den 3. juli 1970, hvor han blev dømt til 21 års fængsel og sikring i indtil 10 år. Han blev dømt for forsætligt drab på Larsen, og han blev også dømt for drabet på Johansen (for at forsøge at skjule en strafbar handling).
Liland sonede den idømte straf i 14 år, indtil han blev prøveløsladt 22. juni 1983, hvor han blev overført til sikring efter den norske straffelov. Sikringsmidlerne var meldepligt, forbud mod ophold på visse steder og alkoholforbud. I sikringstiden var Liland fængslet i ca. et halvt år for brud på sikringsbestemmelserne. Sikringstiden udløb 22. juni 1993.
En væsentlig pointe i sagen var tidspunktet, hvor drabene var begået, fordi Per Liland med sikkerhed kun kunne knyttes til åstedet, hvis drabene var begået den 22. december om eftermiddagen eller aftenen. En lokal almenpraktiserende læge, Mikael Frestad, blev tilkaldt før Kripos' tjenestemænd ankom til Fredrikstad. Han var på åstedet lidt efter kl. 12 og konstaterede, at ligene var «kolde og stive» og angav den 24. december 1969 som dødsdato for begge ofre i den lægeerklæring om dødsfald, der blev udfyldt nogle dage senere. På spørgsmål i skemaet om, hvornår skaden (ulykken) skete, er for begge ofres vedkommende angivet «23/12-24/12?». I starten af efterforskningen blev det antaget, at drabene var sket mellem 23/12 kl. 19.30 og 24/12 kl. 02.00.
De retsudnævnte sagkyndige hævdede imidlertid, at drabene blev begået senest kl 15 den 23. og måske allerede den 22. Selvom flere vidner hævdede, at de myrdede var set, og at der var registreret aktivitet på den angivne adresse på et senere tidspunkt, valgte retten at se bort fra disse vidner og fandt, at Per Liland havde begået drabene den 22. december.
Advokat Alf Nordhus, der repræsenterede Liland som forsvarer, ankede sagsbehandlingen og strafudmålingen til Høyesterett. Anken blev forkastet den 28. november 1970.
Det svensk-norske ægtepar Sten og Vibeke Ekroth havde siden 1970 engageret sig i sagen, idet de troede, at Liland var uskyldig. Også journalisten Tore Sandberg var optaget af sagen og udgav i 1992 bogen Øksedrapene i Lille Helvete. Nye retsmedicinske beviser og vidneudsagn satte alvorlig tvivl ved sagens præmisser.
Eidsivating lægmandsret besluttede ved kendelse den 29. april 1994, at sagen skulle genoptages.  Påtalemyndigheden ved statsadvokat Lasse Qvigstad kærede afgørelsen, men kæremålet blev forkastet af Højesterets kæremålsudvalg den 2. september 1994.

## Frikendelsen
Der blev så udtaget ny tiltale mod Liland. Forud for hovedforhandlingerne havde påtalemyndigheden meddelt, at den ville nedlægge påstand om fuld frifindelse. Sagen blev behandlet den 21. november 1994. Uden nogen bevisførsel afsagde Eidsivating lægmandsret samme dag dom om fuld frifindelse.

## Erstatning
Eidsivating lægmandsret tilkendte Liland erstatning for et lidt økonomisk tab på kr. 2.900.000, for fremtidigt økonomisk tab på kr. 840.000 og for oprejsning på kr. 10.000.000, tilsammen kr. 13.740.000.
Udmålingen af oprejsningsbeløbet blev påklaget af påtalemyndigheden til Høyesterett. Afgørelsen blev derefter påklaget af Liland. Ved Høyesteretts kendelse af 3. juli 1995 blev begge kæremål forkastede.
Den norske anklagemyndighed fik alvorlig kritik for sin modstand imod genoptagelsessagen.

## Granskningsudvalget
Tore Sandberg, der havde engageret sig stærkt i sagen, skrev den 1. maj 1994, to dage efter at lægmandsretten havde besluttet, at sagen skulle genoptages, et brev til justitsministeren, hvor han anbefalede en granskning af Liland-sagen, med særlig vægt på politiets og påtalemyndighedens håndtering af sagen. Dette krav fik senere tilslutning fra mange sider, og Stortinget vedtog 9. maj 1995 at nedsætte et regeringsudnævnt granskningsudvalg.
Udvalget udførte et omfattende arbejde. 31 centrale personer i forbindelse med sagen blev interviewet. Politiets efterforskningsrapporter og protokoller fra domsforhandlingerne både i sagen fra 1970 og i den første ankesag blev gennemgået. Over 4.700 dokumentsider, sammen med lydbåndoptagelser, der blev overleveret af ægteparret Ekroth. Endvidere fik udvalget oversendt sagsdokumenterne i tilknytning til politianmeldelsen foretaget af journalist Tore Sandberg, rettet mod syv navngivne personer med tilknytning til behandlingen af Lilandsagen.

### Udvalgets konklusioner
Justisdepartementet udsendte en pressemeddelelse i forbindelse med overleveringen af rapporten den 1. juli 1996. Her hedder det:
«Granskningen har brakt for dagen svikt i saksbehandlingen. Svikten knytter seg i hovedsak til tre forhold
1. Politiets etterforskning ble anlagt for ensporet hva angår personkrets og for begrenset hva angår tidsrom for ugjerningene.
2. Den holdning overfor Liland som statsadvokaten ga uttrykk for under deler av straffesaken i 1970, var subjektiv og fordømmende. Den var dermed ikke preget av den objektivitet som følger av straffeprosessloven og uskrevne normer for påtalemyndighetens opptreden.
3. Den rettsmedisinsk sakkyndiges undersøkelser og uttalelser med hensyn til gjerningstidspunkt og dødstidspunkt var tildels utilstrekkelige. Samspillet mellom disse sakkyndige og de juridiske aktører i straffesaken var ikke godt nok og bidro ikke til nødvendig opplysning av sakens faktum. De rettsmedisinske sakkyndige ble ikke pålagt å utarbeide noen skriftlige erklæringer forut for straffesaken i 1970. Retten var dermed henvist til å bygge på muntlige redegjørelser. De skriftlige erklæringer som de sakkyndige utarbeidet i forbindelse med den første gjenopptakelsessaken to år senere, kan tyde på at de to sakkyndige ikke hadde likt syn på det rettsmedisinske spørsmål som antakelig hadde vært avgjørende for den fellende dommen. Dette ble imidlertid ikke oppfattet av juristene, verken i 1970 eller under den første gjenopptakelsessaken.»[3]

Udvalget fandt alligevel, at der ikke var grundlag for kritik af Riksadvokatens henlæggelse af Tore Sandbergs anmeldelse af de syv navngivne personer. En kritik af rigsadvokatens henlæggelse ville have skabt alvorlige internationale reaktioner.

## Retslige konsekvenser
«NOU 1996: 15 Liland-sag» omhandler de retslige konsekvenser af afsløringerne i Liland-sagen.

### Lydbåndoptagelse
En væsentlig pointe i Liland-sagen var, at ægteparret Ekroth smuglede en båndoptager ind i retssalen og optog vidneforklaringerne. Disse optagelser skulle vise sig at blive vældig nyttige i frifindelsessagen. Eftersom lydbåndoptagelserne var foretaget ulovligt, blev dette et "ikke-tema i" den offentlige debat. I NOU 1996: 15 blev imidlertid spørgsmålet om lydbåndoptagelse i strafferetssager taget op: «Utvalget peker på at Liland-saken har aktualisert debatten om det er behov for lydopptak fra behandlingen av straffesaker i norske rettssaler.» «På bakgrunn av to-instansreformen ble det i 1997 satt i gang en prøveordning med lydopptak av hovedforhandlinger i straffesaker. Departementets foreløpige inntrykk av ordningen er at lydopptak kan være til nytte i vurderingen av om det er grunnlag for å gjenoppta en sak, men departementet vil vente til evalueringen er foretatt med å vurdere om det i større grad enn i dag bør være obligatorisk å gjøre lydopptak.»

### Gjenopptakelseskommisjonen
Det må også antages at være en af Liland-sagens konsekvenser (sammen med omfattende og også international kritik af norsk retsvæsen, Moen-sagen og en række sager, der er genoptagne som en konsekvens af Bjugn-sagen), at en særskilt "gjenopptakelseskommisjon" blev oprettet i 2004, der skal gøre det lettere at få alvorlige straffesager genoptaget i retsapparatet.

## Spekulationer om gerningsmand
Både før og efter frifindelsen af Per Liland var der spekulationer om, hvem der var den virkelige gerningsmand til øksedrabene. En anden af de tre personer, der blev arresteret den 24. december, og som i miljøet gik under navnet «Stepper'n», er blevet foreslået som en mulig gerningsmand. Han blev løsladt efter forhør den 25. december 1969. Et indicium er, at han skal være blevet iagttaget med blodig skjorte af sin lejer om morgenen den 24. december. «Stepper'n» er imidlertid afgået ved døden, og der er lidet, som tyder på. at der vil blive en endelig afklaring af sagen.